# Real Circolo Bellini

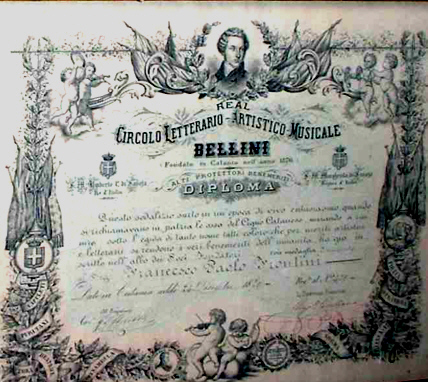
Diploma Real Circolo Bellini di Francesco Paolo Frontini

Il Real Circolo Bellini venne fondato nel 1876 (in occasione della traslazione a Catania della Salma di Vincenzo Bellini) da Giuseppe Giuliano, un catanese appassionato cultore dell'arte.
Questa associazione — che ebbe come protettori i Reali d'Italia e come soci onorari gli artisti e gli scienziati di grande rilievo (soci onorari furono anche Verdi e Wagner) — nel corso della sua ventisettenne esistenza, diede un forte impulso all'attività musicale catanese bandendo concorsi per composizioni vocali e strumentali, sacre, cameristiche e sinfoniche.
I concorsi erano annuali e scadevano in settembre, facendo coincidere la proclamazione dei vincitori nel giorno anniversario della morte di Vincenzo Bellini.